# Kopeček
Kopeček är en kulle i Tjeckien. Den ligger i den sydöstra delen av landet, 180 km sydost om huvudstaden Prag. Toppen på Kopeček är 479 meter över havet.
Terrängen runt Kopeček är platt åt sydväst, men åt nordost är den kuperad. Runt Kopeček är det ganska tätbefolkat, med 65 invånare per kvadratkilometer. Närmaste större samhälle är Brno, 11,7 km öster om Kopeček. I omgivningarna runt Kopeček växer i huvudsak blandskog.